# NGC 3200
NGC 3200 is een balkspiraalstelsel in het sterrenbeeld Waterslang. Het hemelobject werd op 10 april 1882 ontdekt door de Amerikaanse astronoom Edward Singleton Holden.

## Synoniemen
- ESO 567-45
- MCG -3-26-37
- UGCA 210
- PGC 30108